# Czyngis-chan: Na podbój świata
Czyngis-chan: Na podbój świata (oryg. tytuł Aoki Ôkami: chi hate umi tsukiru made) – japońsko-mongolski film przygodowy z 2007 roku, w reżyserii Shinichirô Sawai. Scenariusz napisali: Takehiro Nakajima oraz Shoichi Maruyama. Obraz przedstawia życie mongolskiego władcy Czyngis-chana. Zdjęcia do filmu w całości nakręcono w Mongolii.

## Fabuła
Film opowiada historię mongolskiego władcy Czyngis-chana − jego dzieciństwo, następnie życie w nędzy i dążenie do utworzenia zjednoczonego imperium mongolskiego.

## Obsada
Źródło.
- Takashi Sorimachi jako Temudżyn/Czyngis-chan
- Rei Kikukawa jako Börte
- Mayumi Wakamura jako Hoelun
- Kenichi Matsuyama jako Jochi
- Yoshihiko Hakamada jako Hasar
- Go Ara jako Khulan
- Yūsuke Hirayama jako Jamukha
- Naoki Hosaka jako Yesügei Bagatur
- Hiroki Matsukata jako Toghrul Khan
- Eugene Nomura jako Bo'orču
- Eri Shimomiya jako Temulen
- Shōhei Yamazaki jako Behter
- Kairi Narita jako Belgutei
- Takuya Noro jako Chilaun
- Sōsuke Ikematsu jako młody Temudżyn
- Ami Takeishi jako młoda Börte